# Phare de Rödkallen
Le phare de Rödkallen (en suédois : Rödkallen fyr) est un feu situé sur l'îlot inhabité de Rödkallen, appartenant à la commune de Luleå, dans le comté de Norrbotten (Suède).

## Histoire
L'île de Rödkallen se situe au sud de l'archipel de Luleå au nord de la baie de Botnie. L'île était utilisée par les pêcheurs longtemps avant la construction du phare. En 1800 une chapelle a été construite pour les pêcheurs et elle a survécu jusqu'à ce jour. L'île se situe à environ 16 km au sud-est de port de Luleå.
Le premier phare a été construit en 1872 par le grand ingénieur de phare suédois Gustaf von Heidenstam (en). À l'origine, sa lumière était alimentée par une lampe à huile de colza qui a été remplacée par une lampe à pétrole en 1884. En 1936, une petite usine électrique a été construite sur l'île qui fut utilisée par le phare. Le vieux phare est préservé et son grand objectif à lentille de Fresnel de 1er ordre est toujours en place. En 2005, il a été testé avec succès pendant un certain temps.
Après cent ans de service, l'ancien phare a été désactivé au profit d'une petite lumière moderne (Rödkallen södra) sur le toit de la station des pilotes de navire. Ce grand bâtiment  de 5 étages a une marque de jour jaune et rouge. La station a été fermée en 1981 et un petit hôtel a été ouvert dans le bâtiment en 2000, mais il a été fermé en 2008.
Rödkallen est l'une des nombreuses stations d'observation des vents de l'Institut suédois de météorologie et d'hydrologie.

## Description
Le phare  est un bâtiment de 5 étages de 18 mètres de haut, avec une  terrasse et une lanterne. La tour est peinte en rouge et jaune et le dôme de la lanterne est blanc. Il émet, à une hauteur focale de 22 mètres, un long éclat blanc, rouge et vert selon différents secteurs toutes les 10 secondes. Sa portée nominale est de 15 milles nautiques (environ 28 km).
Identifiant : ARLHS : SWE-054 ; SV-0354 - Amirauté : C5745 - NGA : 11628.